# Parthenium argentatum
El guayule o jihuite (Parthenium argentatum) es un arbusto de la familia de las asteráceas.

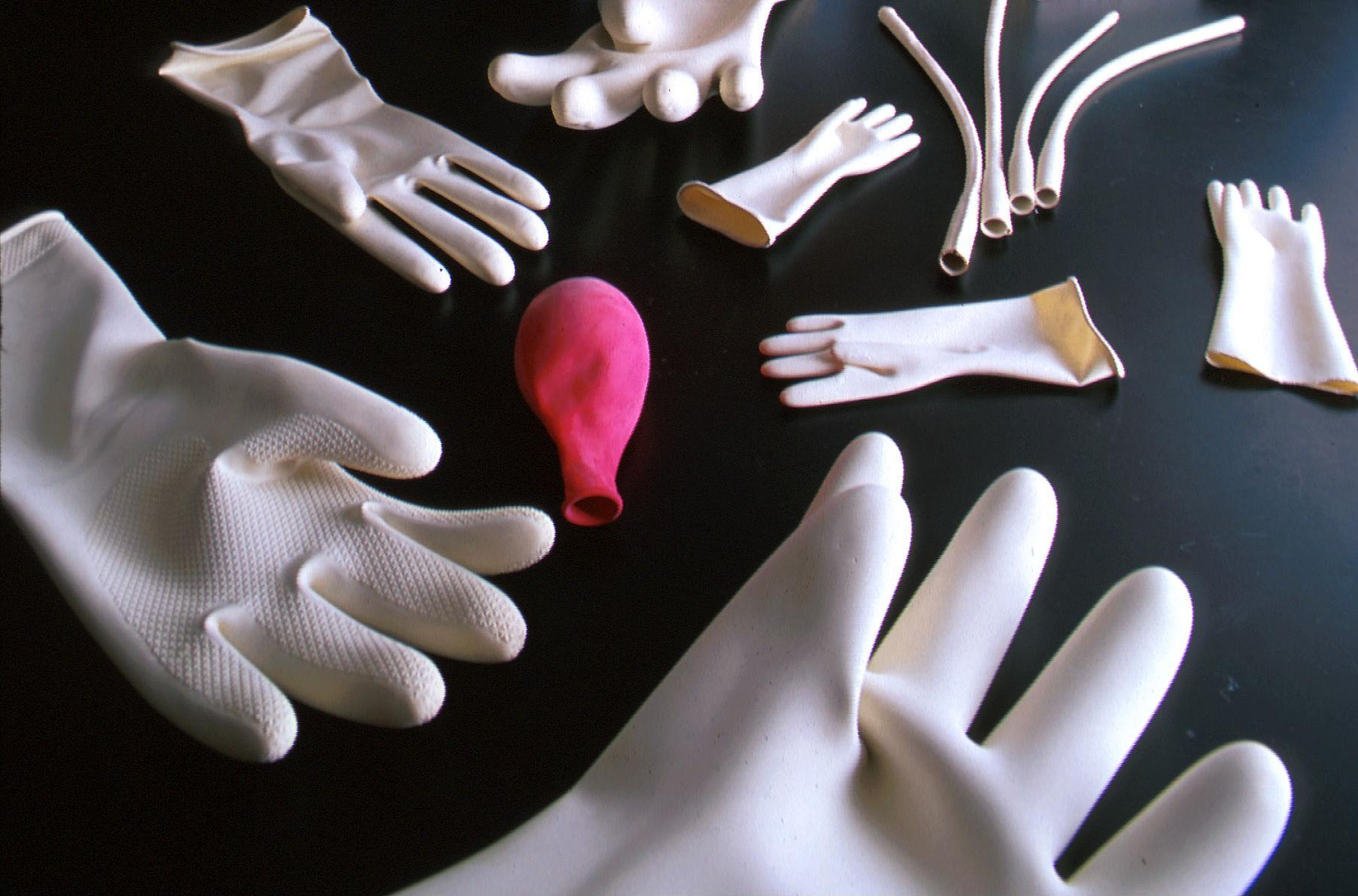
Productos

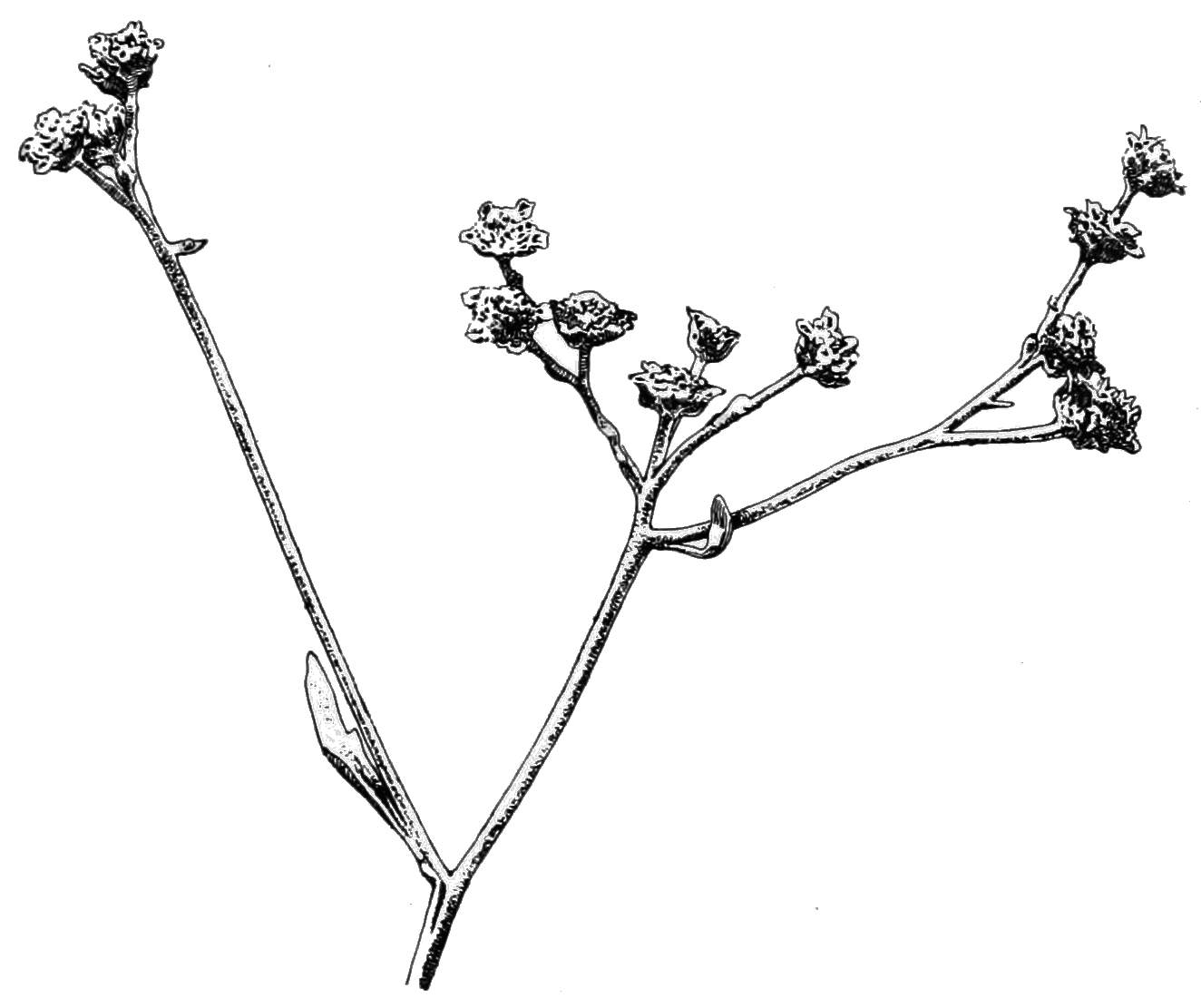
Flores

## Distribución y hábitat
Es nativo del desierto de Chihuahua, México, y del suroeste de EE. UU. Crece en suelos calcáreos a altitudes de 1000 a 2000 metros, con un índice pluviométrico anual de entre 250 y 300 mm. 

## Morfología
Se trata de un arbusto leñoso profusamente ramificado, con hojas de color gris plateado que le dan un aspecto polvoriento. Las flores, apenas visibles, son amarillas y pequeñas. Las plantas espontáneas de varios años alcanzan unos 60 centímetros de altura, y de 0,5 a 1 kilogramo de peso una vez secas. Plantas perennes y resistentes, acostumbradas al terreno infértil, no precisan mayores cuidados y pueden vivir de 30 a 40 años. Tienen, asimismo, considerable capacidad para resistir largas y continuas sequías.

## Usos e historia
Se la usa como fuente alternativa de látex hipoalergénico, en contra de la usual goma de caucho proveniente de Hevea. El caucho de guayule se encuentra no en receptáculos especiales de látex, como en la mayoría de las plantas laticíferas, sino en simples células parenquimosas del tejido leñoso. Todas las partes de la planta, con la posible excepción de las hojas, contienen caucho. En las plantas silvestres éste suele representar el 7% del peso de la planta seca en su madurez, mientras que en las seleccionadas para el cultivo el contenido en caucho alcanza un 22%. La cantidad máxima se obtiene cosechándolas a la edad de entre cuatro y diez años, si bien esta duración depende de la favorabilidad de las condiciones de cultivo.
Empresarios alemanes comenzaron a investigar con la extracción del caucho de guayule desde el siglo XIX. En 1904, se instaló en Torreón (Coahuila, México) una fábrica que empleaba un molino de guijarros para extraer el caucho y desde entonces la construcción de nuevos centros de extracción del caucho de guayule ha ido en aumento, aunque lentamente. La especie fue intensamente investigada en la Segunda Guerra Mundial cuando Japón cortó el aprovisionamiento americano desde Malasia, llegando los Estados Unidos a plantar 14500 hectáreas en los estados de California, Arizona, Nuevo México y Texas. Pero el relativamente pronto fin de la guerra impidió un cultivo extenso del guayule, y el proyecto se archivó, prefiriéndose el producto importado, más barato. A mediados de la década de los 60, se introdujo la especie con fines comerciales en el sur de España.
Recientemente, el guayule ha resurgido en la investigación por sus propiedades de hipoalergénico. mientras la goma del Hevea tiene proteínas causantes de severas reacciones alérgicas en pequeña porción de población, el guayule no. Los productos de guayule en el mercado son trajes de buceo, guantes de cirugía y catéteres, y se está trabajando para lograr condones.

## Taxonomía
Parthenium argentatum fue descrita por Asa Gray y publicado en Journal of Botany, British and Foreign 66: 141. 1928.
Sinonimia
- Parthenium argentatum f. argentatum
- Parthenium argentatum var. argentatum